# 阿贾伊·比萨里亚
阿贾伊·比萨里亚（1962年6月22日—），又译毕沙里亚，印度前外交官，曾任印度驻加拿大高级专员、印度驻巴基斯坦高级专员、印度驻波兰大使兼驻立陶宛大使等职务。

## 經歷

### 早年经历
阿贾伊·比萨里亚生于1962年6月22日，早年在孟買和德里接受教育。他拥有德里大学圣斯蒂芬学院的经济学学士学位（1980年-1983年），加尔各答印度管理研究所的工商管理硕士学位（1983年–1985年），以及普林斯顿大学的公共政策硕士学位（2008年–2009年）。在加入外交服务之前，比萨里亚曾在德里的美国运通银行和巴拉特重型電力有限公司短暂工作过。他能流利使用印地语、英语和俄语；并且具备德语、波兰语和乌尔都语的工作知识。

### 外交生涯
1987年，比萨里亚進入印度外事服務部。在新德里的外交学院接受培训后，比萨里亚选择俄语作为他的专业语言，并被派驻印度驻莫斯科大使馆（1988年–1991年），在那里他先後作爲三等和二等祕書参与了使馆的经济和政治部门工作。他在苏联解体前夕担任苏联内政事务专家。1991年至1992年，於印度外交部东欧司担任副处长，期间印度正致力于与后苏联国家建立新关系。
随后，他调任商务部，於1992年至1995年擔任副處長，在印度经济自由化时期，他利用自己的经济和金融培训背景，作为团队的一员，成功地将印度的贸易从卢比易货安排过渡到硬通货系统。1995年至1999年，被派驻印度驻柏林大使馆担任一等秘书，负责商业事务，正值德国与自由化的印度经济交往日益密切之时。他还负责了位于蒂尔加滕现今标志性的印度驻柏林大使馆大楼的开发和建设项目。
1999年，比萨里亚被任命为印度总理的私人秘书，并一直担任此职务至2004年。在此期间的大部分时间里，他是时任总理阿塔尔·比哈里·瓦杰帕伊的助手，参与了多项经济、国防和外交政策的倡议，随总理出席了50多次国际会议。2004年至2008年，被派驻华盛顿特区担任世界银行南亚执行董事顾问，负责开发项目和援助事务，推动公司治理和多边经济外交，参与制定了提高印度在营商环境报告中排名的政策方法。
2009年，比萨里亚回到德里，担任外交部欧亚司联秘至2014年。他的指責是领导协调与欧亚地区（包括俄罗斯、乌克兰和中亚）的整体政策和双边关系。他帮助制定了印度在中亚地区的宏伟政策愿景（“连接中亚”），协调了印度对六次年度印俄峰会的立场。他还参与制定了印度对上合组织和俄印中三方对话等多边实体的政策立场。2015年1月至2017年11月，比萨里亚担任印度驻波兰大使，同时兼任驻立陶宛大使。在任期间，他专注于建立强大的经济伙伴关系，同时深化印度的文化影响力。他还担任印度在总部位于华沙的民主國家共同體的代表。
2017年10月31日，比萨里亚被任命为印度驻巴基斯坦高级专员，接替改任印度駐中華人民共和國大使的班浩然。12月21日，向巴基斯坦总统馬姆努恩·侯賽因递交国书。在任期間，他帮助建立了印度与由总理伊姆兰·汗领导的巴基斯坦新政府的联系，并推动了多个项目，包括卡塔普尔走廊。2019年，印度取消印巴爭議地區查谟和克什米尔邦特殊地位，加劇緊張局勢，巴基斯坦隨後宣佈降級兩國外交關係並暫停與印度的雙邊貿易，比萨里亚於8月被解職回國。
2020年1月31日，比萨里亚被任命为印度驻加拿大高级专员。2020年3月1日，出任驻加拿大高级专员，并于3月11日向加拿大總督朱莉·帕耶特递交国书。2022年6月，比萨里亚從印度外事服務部退休。

## 個人生活
比萨里亚的妻子巴勒蒂·切图尔韦迪（Bharati Chaturvedi）是一位环保主义者和作家，是非政府组织Chintan的创始人。
比萨里亚对瑜伽有浓厚兴趣，喜欢打高尔夫球和阅读。